# Anita Hoffman
Anita Hoffman (Nueva York, 16 de marzo de 1942 - California, 27 de diciembre de 1998) fue una activista yippie, escritora y esposa de Abbie Hoffman.

## Biografía
Anita Hoffman nació como Anita Kushner el 16 de marzo de 1942 en la ciudad de Nueva York. Anita se casó con Abbie Hoffman a quien ayudó a planear algunas de las bromas más memorables del movimiento Yippie, también se la recuerda por apoyarlo durante su vida clandestina mientras ella criaba a su hijo, llamado américa con "a" minúscula para evitar el jingoísmo.
Hoffman escribió un libro publicado en 1976 con las correspondencia entre ella y Abbie mantuvieron desde abril de 1974 hasta marzo de 1975, cuando Abbie se encontraba en la "clandestinidad" para evitar la sentencia de encarcelamiento que caía sobre él por vender cocaína, Para América con Amor: Cartas desde el subterraneo. También fue la autora de la novela Trashing, que escribió bajo un pseudónimo.

## Viajes internacionales
Según la CNN, "en uno de sus movimientos más audaces, ella se enroló en una especie de misión diplomática a Argelia para encontrarse con el líder de los panteras negras Eldridge Cleaver, e intentó forjar una coalición entre las Panteras y los Yippies.".

## Fallecimiento
Murió de cáncer de mama, en diciembre de 1998, a la edad de 56 años.